# Manfred Burzlaff
Manfred Burzlaff (* 15. Januar 1932 in Berlin; † 9. Oktober 2015) war ein deutscher Jazzmusiker (Vibraphon, Komposition).

## Leben und Werk
Burzlaff interessierte sich neben dem Klavier inspiriert von Art Van Damme zunächst für das Akkordeon. Als er nach dem Krieg sein Musikstudium begann, entschied er sich jedoch bald für den Wechsel zum Vibraphon. Entdeckt wurde Burzlaff in den 1950er Jahren von Jacques Loussier, der ihm und seiner Band ein einjähriges Engagement in einem Pariser Club verschaffte. Dort traf er auf Jazzgrößen wie Chet Baker und Stan Getz, mit denen er in dieser Zeit regelmäßig auf der Bühne stand. Zurück in Deutschland spielte er allabendlich im Wilmersdorfer Old Eden Saloon, einem Jazzclub, der bis zur Schließung Anfang der 1970er Jahre von dem Playboy und Unternehmer Rolf Eden geleitet wurde. In den dortigen Jamsessions traf er auch auf Musiker wie Art Farmer, Albert Mangelsdorff und Pony Poindexter. 1958 erhielt er Gelegenheit für Plattenaufnahmen für Metronome Records, die jedoch unveröffentlicht blieben.
1960 überzeugte der Regisseur Hansjürgen Pohland Burzlaff, den Soundtrack für seinen Kurzfilm Schatten zu schreiben und mit seinem Sextett einzuspielen; der Film wurde im selben Jahr mit dem Berliner Kunstpreis ausgezeichnet. Es folgten weitere Auftragsarbeiten für mehr als 40 Filme sowie Soundtracks für TV-Aufklärungsfilme und zahlreiche Werbespots. So zeichnete Burzlaff für die Musik zum Reklamefilm des Modehauses Max Knaak verantwortlich, der 1961 auf dem Werbefilmfestival in Cannes gezeigt wurde.
In seiner weiteren musikalischen Karriere arbeitete Burzlaff mit internationalen Künstlern wie Jim Hall, Lionel Hampton und Dexter Gordon. Außerdem wirkte er in wechselnden Formationen zusammen mit Friedemann Graef, Ulrich Moritz oder auch Carlo Domeniconi und leitete als Bandleader das Manfred Burzlaff Quartet und später die Gruppe Mallets Ahead. 2018 wurden die in den 1960er Jahren aufgenommenen Tonbänder seiner Auftragsarbeiten für die Stadt West-Berlin wiederentdeckt, restauriert und posthum unter dem Titel Berlin Jazz Soundtracks wiederveröffentlicht.
Neben seiner Arbeit als Musiker lehrte Burzlaff als Dozent an der HdK Berlin sowie als Musiklehrer an der Musikschule Neukölln.

## Tod
Burzlaff starb am 9. Oktober 2015 in Berlin; sein Tod wurde jedoch erst im Dezember des gleichen Jahres öffentlich bekannt.

## Diskographie (Auswahl)
- The Manfred Burzlaff Quartet featuring Gloria Steward: Jazz for Dancing, Elite Special (1965, mit Bob Degen, Mickey Bahner, Michael Dennert; Reissue bei Sonorama/Groove Attack, 2013)
- Heinz von Moisy & Irisation: Las plantas, Teldec (1977)
- Toby Fichelscher: Busting the Bongos, Sonorama/Groove Attack (2013)
- Martin Burzlaff: Berlin Jazz Soundtracks, Sonorama/Groove Attack (2018)